# 인중로 (순창군)
인중로(Injung-ro)는 전북특별자치도 순창군 인계면에 있는 도로로, 총 연장은 3.705 km이다.

## 유래
이름이 유래된 것은 인계면 중산리의 행정구역 명칭인 인중을 도로명으로 부여하였다.

## 역사
- 2010년 5월 17일 : 도로명으로 인중로를 고시

## 지리

### 주요 경유지
- 순창군
  - 인계면 (지산리 - 증산리 - 가성리)

### 접촉하는 도로
- 담순로 (국도 제24호선)
- 인성로 (국도 제21호선)

### 주변 건물 및 시설
- 계성교회 (인중로 46/지산리 340-4, 인중로 48/지산리 340-1)